# DDH-977 대조영
DDH-977 대조영(大祚榮)은 스텔스 기능을 갖춘 대한민국의 세 번째 방공구축함이다.
발해를 건국한 대조영의 이름을 따서 함선의 이름을 '대조영함'이라고 정하였다.

## 같이 보기
- 청해 부대